# Réclonville
Réclonville ist eine französische Gemeinde mit 70 Einwohnern (Stand 1. Januar 2022) im Département Meurthe-et-Moselle in der Region Grand Est (vor 2016 Lothringen). Sie gehört zum Arrondissement Lunéville und zum Kanton Baccarat. Seine Bewohner nennen sich Réclonvillois(es).

## Geografie
Die Gemeinde liegt etwa 43 Kilometer südöstlich von Nancy im Südosten des Départements Meurthe-et-Moselle. Das Dorf liegt am linken Ufer der Verdurette, die die Gemeinde durchquert und streckenweise die Gemeindegrenze bildet. Nachbargemeinden sind Ogéviller im Nordwesten und Norden, Herbéviller im Norden und Nordosten, Pettonville im Osten und Südosten, Hablainville im Südwesten sowie Buriville im Westen.

## Geschichte
Die heutige Gemeinde wurde 1300 als Reclonvile erstmals in einem Dokument erwähnt. Réclonville gehörte historisch zur Vogtei (Bailliage) Lunéville und somit zum Herzogtum Lothringen, das 1766 an Frankreich fiel. Bis zur Französischen Revolution lag die Gemeinde dann im Grand-gouvernement de Lorraine-et-Barrois. Von 1793 bis 1801 war die Gemeinde dem Distrikt Blâmont und dem Kanton Ogeviller zugeteilt. Seit 1801 ist Réclonville zudem dem Arrondissement Lunéville zugeordnet. Von 1801 bis 2015 lag die Gemeinde innerhalb des Kantons Blâmont und ist seither Teil des Kantons Baccarat. Die Gemeinde lag bis 1871 im alten Département Meurthe.

## Bevölkerungsentwicklung
| Jahr                       | 1962 | 1968 | 1975 | 1982 | 1990 | 1999 | 2007 | 2019 |
| Einwohner                  | 89   | 92   | 84   | 74   | 68   | 77   | 77   | 76   |
| Quellen: Cassini und INSEE |      |      |      |      |      |      |      |      |

## Verkehr
Réclonville liegt nahe der Bahnstrecke von Lunéville nach Saint-Dié-des-Vosges. In der Nachbargemeinde Azerailles ist die nächstgelegene Haltestelle. Unweit der Gemeinde führt die N59 mit einem Teilanschluss Richtung Lunéville in Azerailles und einem Vollanschluss in Gélacourt vorbei. Für den regionalen Verkehr ist die D19 wichtig, die durch das Dorf führt.

## Sehenswürdigkeiten
- Kirche Saint-Sylvestre aus dem 18. Jahrhundert
- Denkmal für die Gefallenen[1]
- Wegkreuz an der Straße Au Petit Bocca

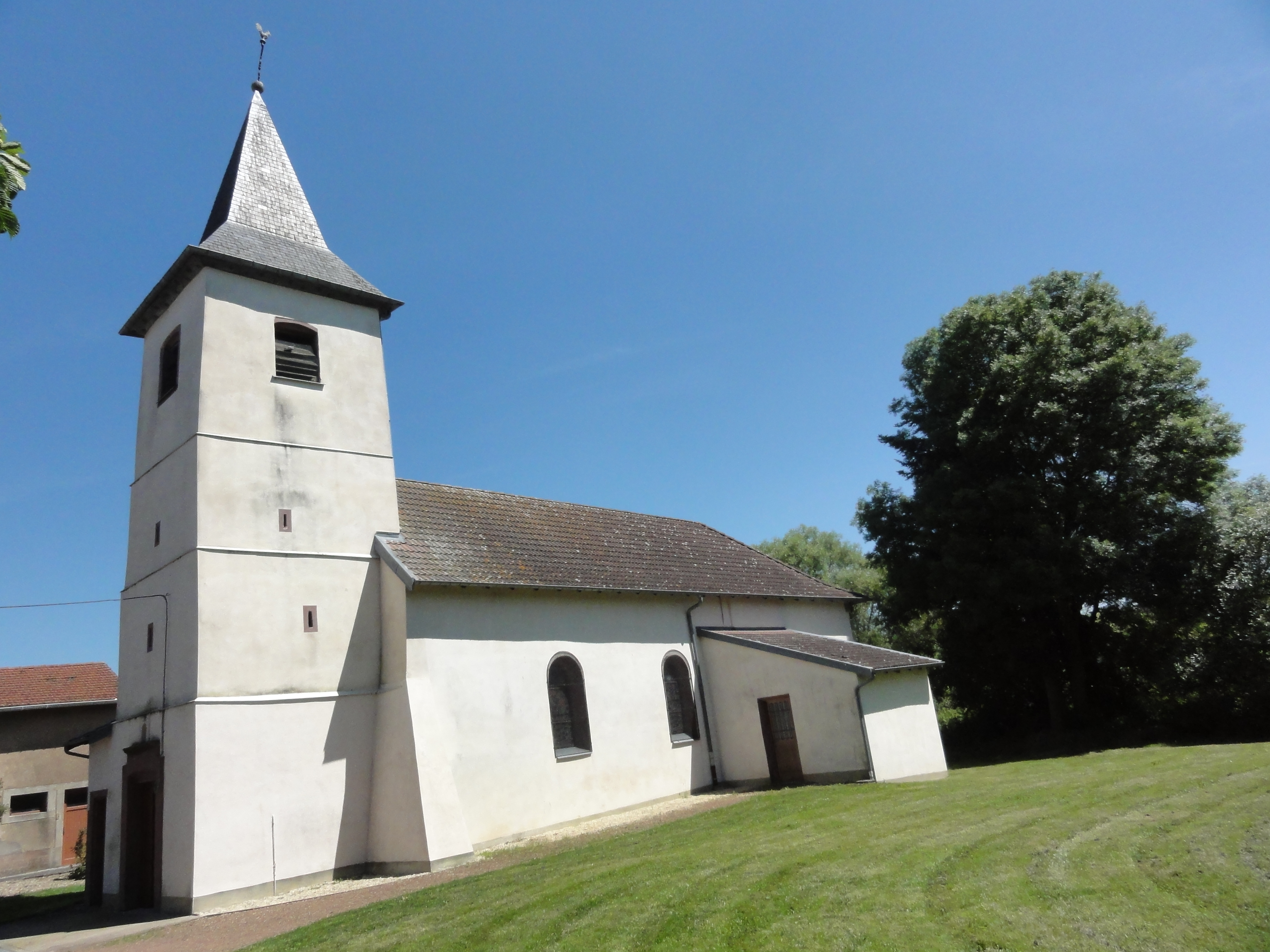
Dorfkirche Saint-Sylvestre
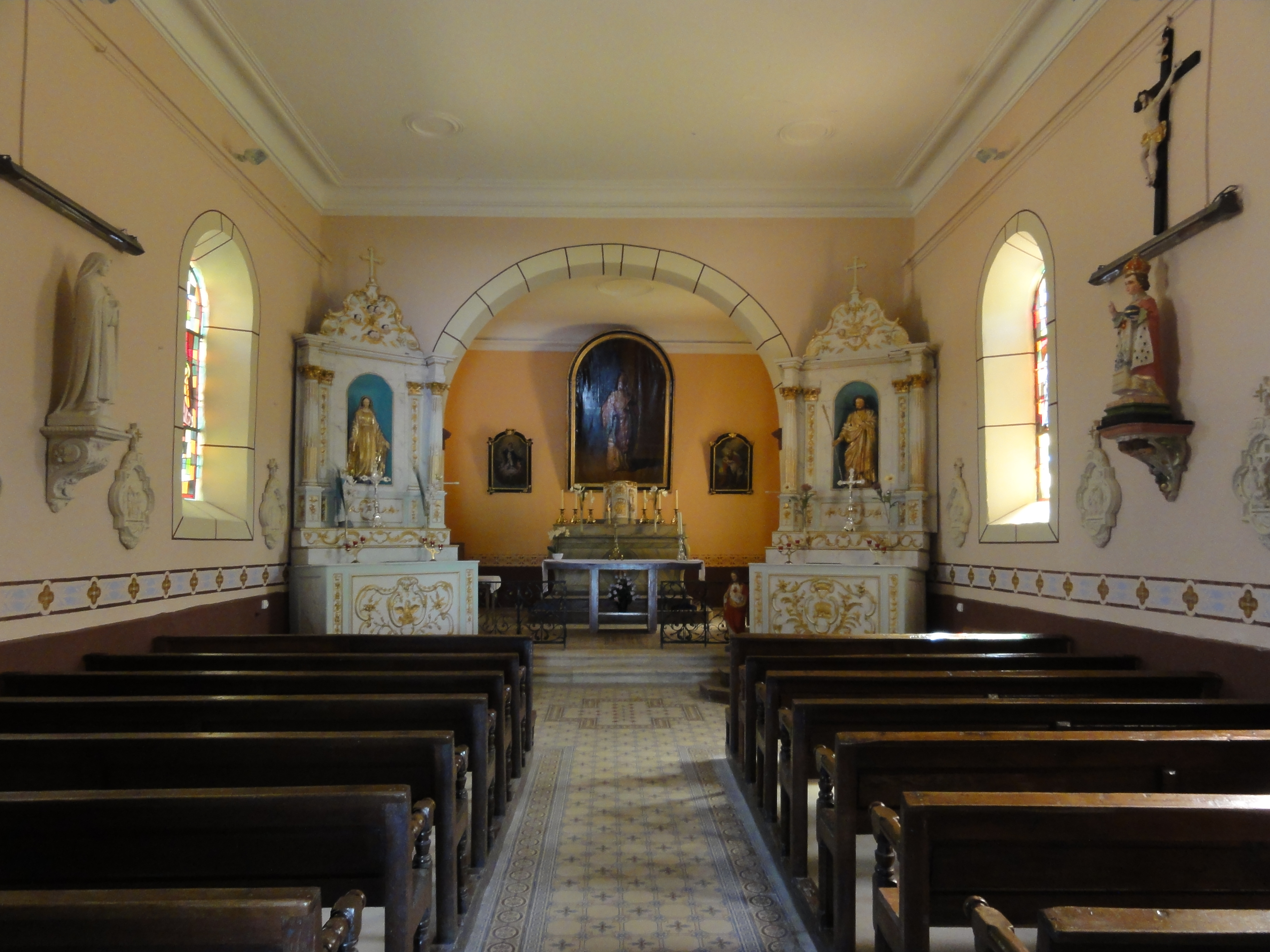
Inneres der Dorfkirche
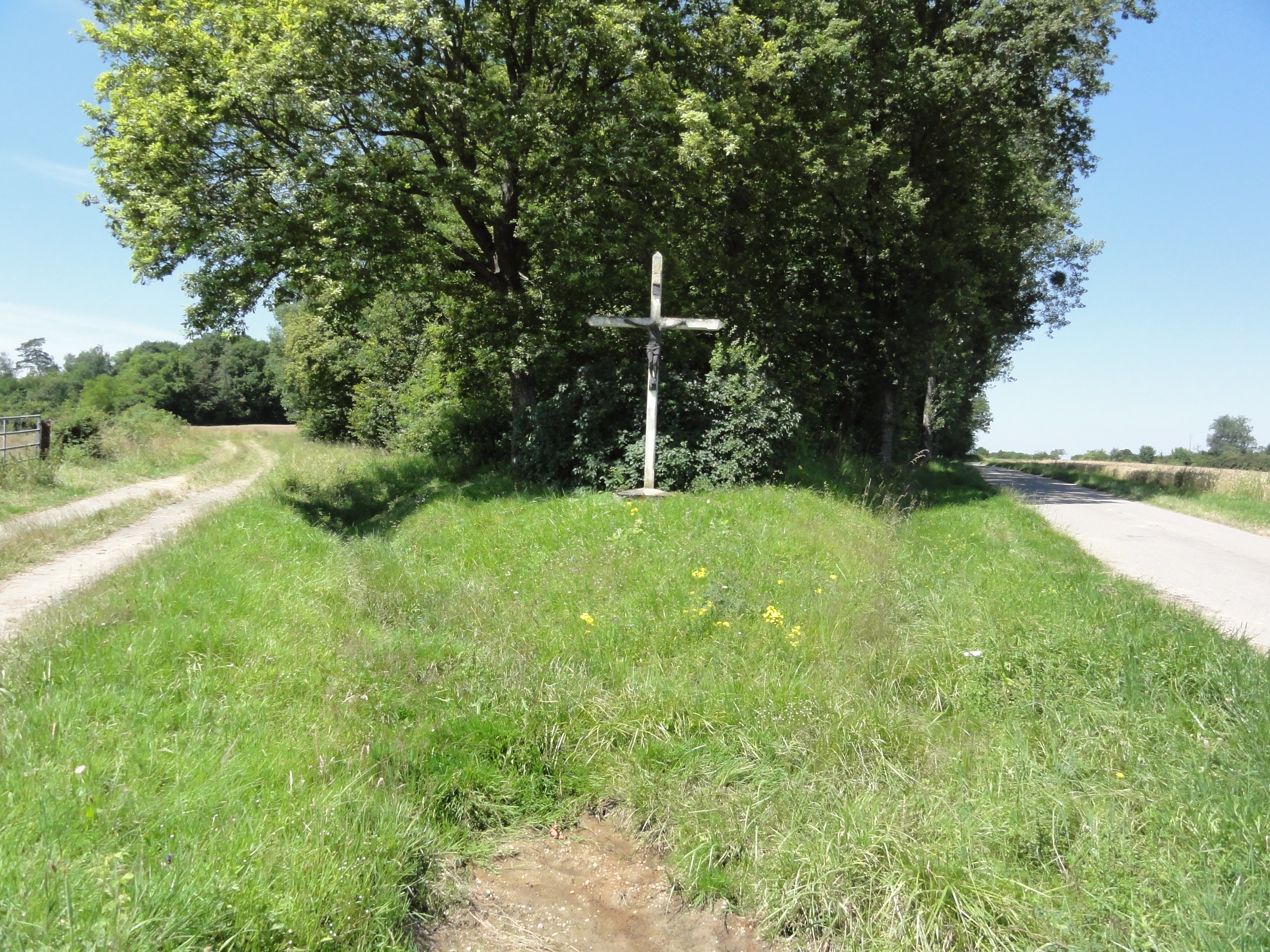
Wegkreuz an der Straße Au Petit Bocca
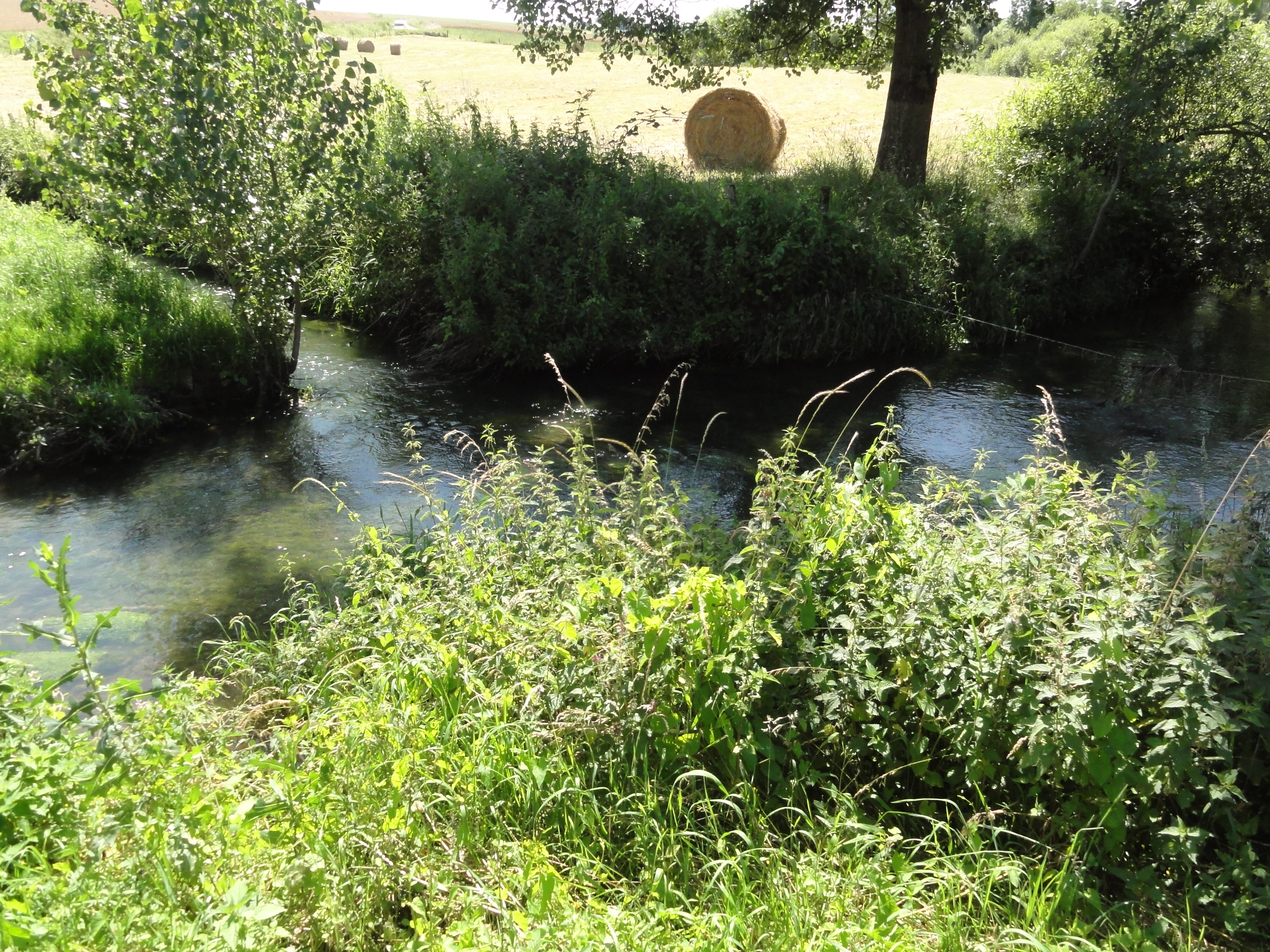
Die Verdurette in Réclonville